# Marek Bakoš
Marek Bakoš (Nová Baňa, 15 aprile 1983) è un ex calciatore slovacco, di ruolo attaccante.

## Carriera

### Club

#### 1998-2006: Nitra e Matador Púchov
Dopo aver giocato nelle giovanili del Nová Baňa per un decennio tra il 1990 e il 1998 passa nelle giovanili del Nitra squadra di 1. Slovenská Futbalová Liga, seconda divisione slovacca. Nella stagione 98-99 il Nitra viene promosso in Corgoň Liga. Il Nitra retrocederà l'anno seguente in seconda divisione. Bakoš esce dalle giovanili nella stagione 2002-03 dove è relegato in panchina e collezionerà soltanto una presenza in seconda divisione. Nella stagione 03-04 passa al Matador Púchov, in Corgoň Liga, dove trova maggior spazio. Alla quinta giornata, il 28 agosto 2004, realizza il suo primo gol stagionale contro l'Inter Bratislava (2-1). Il 5 aprile 2005 decide l'incontro sul Ruzomberok (1-0). Nella prima stagione la squadra si salva con tre settimane d'anticipo sullo Slovan Bratislava e Bakoš gioca da titolare. Nel campionato 2004-05 Bakoš realizza nove reti portando il Matador a centro classifica. Bakoš è il miglior marcatore nella squadra della stagione. Nella stagione 2005-2006 disputa la prima parte di stagione col Matador Púchov: il 20 agosto realizza due reti contro l'Futbalový Klub AS Trenčín (2-1).

#### 2006-2009: Šinnik e il ritorno in patria
Il 1º febbraio del 2006 diviene un calciatore dello Šinnik Jaroslav'l, squadra russa che milita in Pervij divizion. Gioca 22 partite di campionato e realizza 3 reti prima di tornare nuovamente in patria nelle file del Ruzomberok, nel mese di gennaio del 2007. Disputa alcuni incontri di campionato con la nuova maglia. Gioca 20 partite della Corgoň Liga 2007-2008 e realizza dieci reti portando alla salvezza la squadra nero-arancio. È il miglior marcatore del Ruzomberok, settimo nella classifica capocannonieri. Nella stagione 08-09 il Ruzomberok lo fa giocare con meno frequenza favorendo Miloš Lačný e Štefan Zošák che segneranno 12 e 8 reti. Bakoš chiude la stagione con 6 marcature.

#### Viktoria Plzeň

##### 2009-2011: Un biennio di successi
Nel mercato estivo il Viktoria Plzeň, formazione ceca della Gambrinus Liga. Esordisce con i rosso-blu il 1º agosto 2009 in Viktoria Plzeň-Teplice (2-2) nel quale subentra nel finale a Jiri Mlika. La squadra disputa un ottimo torneo dove Bakoš viene impiegato con costanza, riuscendo a segnare sette gol in 24 presenze con la squadra di Plzeň. In campionato il Viktoria Plzeň raggiunge il quinto posto. La vittoria della Coppa della Repubblica Ceca per 2-1 contro lo Jablonec gli fa acquisire l'accesso all'Europa League.
In Europa League la squadra non ha fortuna: al terzo turno affrontano e vengono eliminati dopo il doppio scontro dai turchi del Beşiktaş per 4-1 (1-1 a Plzeň e 3-0 a Istanbul). In campionato esordisce il 21 agosto 2010 quarta giornata di Gambrinus Liga, nella sfida contro lo Sparta Praga vinta a Praga per 1-0 (entra nei minuti finali al posto di Pavel Horváth). Il primo gol arriva nella sua prima partita da titolare contro l'Ústí nad Labem: segna la rete del 2-0 e nel secondo tempo viene sostituito (l'incontro finirà 7-0). Nella settimana successiva realizza il 0-2 che consente alla squadra di rafforzare il vantaggio sullo Jablonec (1-2). Il 23 ottobre nella partita contro il Mladá Boleslav il Viktoria affonda di misura 4-3. Era dall'11 aprile 2010 (contro il Sigma Olomouc 1-0) che la squadra non perdeva in campionato e veniva da una striscia positiva di sette vittorie consecutive e fino ad allora non aveva mai perso in campionato.
Il 10 novembre Bakoš realizza l'1-0 in Pohár ČMFS contro l'Opava (3-0 finale). Il 23 novembre realizza 1-1 nella sfida di ritorno contro l'Opava (3-3).
Nella seconda parte del campionato segnerà contro Hradec Králové, Slovácko, Dynamo České Budějovice, Ústí nad Labem (doppietta), Mladá Boleslav e Baník Ostrava. Il Viktoria Plzeň diviene ogni settimana sempre più irraggiungibile e nelle ultime settimane vincerà il torneo sullo Sparta Praga.
Nella Coppa nazionale la squadra dopo aver eliminato Baník Most (4-1), Graffin Vlašim (2-0) e Opava (6-3) viene eliminata in semifinale dal Mladá Boleslav (2-4, Bakoš segna all'andata) futuri vincitori del torneo.

##### 2011-2012
Ad inizio della stagione successiva, nel corso dei preliminari di Champions League, segna sei reti, che aiutano la squadra ad approdare per la prima volta nella sua storia alla fase a gironi della competizione. Bakoš sigla due doppiette contro il Pyunik, una rete al Rosenborg e una rete al Copenaghen. Nella fase a gironi il Viktoria è inserito nel gruppo H con Milan, Barcellona e BATE Borisov. Realizza due reti al BATE Borisov, una all'andata (1-1) e una al ritorno (0-1). La società ceca riesce a passare in Europa League grazie al terzo posto nel girone ma incontra lo Schalke 04: i tedeschi vincono per 3-1 a Gelsenkirchen (1-1 a Pilsen) ed eliminano i boemi dalla competizione.
In campionato realizza diverse doppiette contro Sigma Olomouc (2-3), Hradec Králové (5-0), Mladá Boleslav (3-2), Teplice (3-4) e Sparta Praga (1-3), queste ultime quattro consecutive. A fine stagione conta 16 reti in 28 incontri di campionato (solamente dietro a David Lafata nella classifica marcatori), 8 marcature in 11 sfide di Champions League e 2 partite di Europa League.

##### 2012-2013
Bakoš fa il suo esordio nella nuova stagione il 29 luglio contro il Hradec Králové, realizzando una delle tre marcature che portano il Viktoria Plzeň al successo. Il 9 agosto realizza la prima rete in Europa andando in gol contro il Ruch Chorzów (5-1). Nel doppio confronto contro il Lokeren risulta decisivo: all'andata sigla l'unica rete dei boemi e al ritorno realizza l'1-0 che consente al Viktoria di passare il turno grazie alla regola dei gol fuori casa.
Il 2 settembre realizza una doppietta contro il Dukla Praga (1-4).

## Statistiche

### Presenze e reti nei club
Le statistiche sono aggiornate al 23 agosto 2015.
| Stagione              | Squadra               | Campionato            | Campionato | Campionato | Coppe nazionali | Coppe nazionali | Coppe nazionali | Coppe continentali | Coppe continentali | Coppe continentali | Altre coppe | Altre coppe | Altre coppe | Totale | Totale |
| Stagione              | Squadra               | Comp                  | Pres       | Reti       | Comp            | Pres            | Reti            | Comp               | Pres               | Reti               | Comp        | Pres        | Reti        | Pres   | Reti   |
| --------------------- | --------------------- | --------------------- | ---------- | ---------- | --------------- | --------------- | --------------- | ------------------ | ------------------ | ------------------ | ----------- | ----------- | ----------- | ------ | ------ |
| 2002-2003             | Nitra                 | 2.L                   | 1          | 0          | -               | -               | -               | -                  | -                  | -                  | -           | -           | -           | 1      | 0      |
| 2003-2004             | Matador Púchov        | 1.L                   | 21         | 1          | CS              | ?               | ?               | CU                 | 1                  | 0                  | -           | -           | -           | 22+    | 1+     |
| 2004-2005             | Matador Púchov        | 1.L                   | 35         | 9          | CS              | ?               | ?               | -                  | -                  | -                  | -           | -           | -           | 35+    | 9+     |
| lug. 2005-gen. 2006   | Matador Púchov        | 1.L                   | 19         | 8          | CS              | ?               | ?               | -                  | -                  | -                  | -           | -           | -           | 19+    | 8+     |
| Totale Matador Púchov | Totale Matador Púchov | Totale Matador Púchov | 75         | 18         |                 | ?               | ?               |                    | 1                  | 0                  |             | -           | -           | 76+    | 18+    |
| 2006                  | Šinnik                | PL                    | 22         | 3          | CR              | ?               | ?               | -                  | -                  | -                  | -           | -           | -           | 22+    | 3+     |
| gen.-giu. 2007        | Ružomberok            | 1.L                   | 11         | 0          | CS              | ?               | ?               | -                  | -                  | -                  | -           | -           | -           | 11+    | 0+     |
| 2007-2008             | Ružomberok            | 1.L                   | 22         | 10         | CS              | ?               | ?               | -                  | -                  | -                  | -           | -           | -           | 22+    | 10+    |
| 2008-2009             | Ružomberok            | 1.L                   | 15         | 6          | CS              | ?               | ?               | -                  | -                  | -                  | -           | -           | -           | 15+    | 6+     |
| Totale Ružomberok     | Totale Ružomberok     | Totale Ružomberok     | 48         | 16         |                 | ?               | ?               |                    | -                  | -                  |             | -           | -           | 48+    | 16+    |
| 2009-2010             | Viktoria Plzeň        | 1.L                   | 24         | 7          | CRC             | 3               | 1               | -                  | -                  | -                  | -           | -           | -           | 27     | 8      |
| 2010-2011             | Viktoria Plzeň        | 1.L                   | 25         | 9          | CRC             | 3               | 3               | UEL                | 0                  | 0                  | SRC         | 1           | 0           | 29     | 12     |
| 2011-2012             | Viktoria Plzeň        | 1.L                   | 28         | 16         | CRC             | 0               | 0               | UCL+UEL            | 11+2               | 8+0                | SRC         | 0           | 0           | 41     | 24     |
| 2012-2013             | Viktoria Plzeň        | 1.L                   | 28         | 10         | CRC             | 1               | 0               | UEL                | 12                 | 4                  | -           | -           | -           | 41     | 14     |
| 2013-2014             | Viktoria Plzeň        | 1.L                   | 14         | 1          | CRC             | 2               | 0               | UCL+UEL            | 5+4                | 1+0                | -           | -           | -           | 25     | 2      |
| 2014-2015             | Viktoria Plzeň        | 1.L                   | 5          | 1          | CRC             | 3               | 1               | UEL                | 2                  | 0                  | SRC         | 1           | 0           | 11     | 2      |
| Totale Viktoria Plzeň | Totale Viktoria Plzeň | Totale Viktoria Plzeň | 124        | 44         |                 | 12              | 5               |                    | 36                 | 13                 |             | 2           | 0           | 174    | 62     |
| 2014-2015             | Slovan Liberec        | 1.L                   | 12         | 1          | CRC             | 4               | 1               | -                  | -                  | -                  | -           | -           | -           | 16     | 2      |
| 2015-2016             | Slovan Liberec        | 1.L                   | 8          | 5          | CRC             | 0               | 0               | UEL                | 6                  | 1                  | SRC         | 1           | 0           | 15     | 6      |
| Totale Slovan Liberec | Totale Slovan Liberec | Totale Slovan Liberec | 20         | 6          |                 | 4               | 1               |                    | 6                  | 1                  |             | 1           | 0           | 31     | 8      |
| Totale carriera       | Totale carriera       | Totale carriera       | 290        | 87         |                 | 16+             | 6+              |                    | 43                 | 14                 |             | 3           | 0           | 352+   | 107+   |

## Palmarès

### Club

#### Competizioni nazionali
- Pohár ČMFS: 1

Viktoria Plzeň: 2009-2010
Slovan Liberec: 2014-2015
- Campionato ceco: 1

Viktoria Plzeň: 2010-2011
- Coppa di Slovacchia: 1

Spartk Trnava: 2018-2019